# 锥茅属
锥茅属（学名：Thyrsia）是禾本科下的一个属。该属共有三种，两种产自非洲，一种产自印度至中国西南部。

## 下属物种
- 锥茅 Thyrsia zea (Clarke) Stapf